# Partalansaari
Partalansaari est une île du Lac Saimaa dans les municipalités de Sulkava et de Puumala en Finlande,.

## Géographie
L'île a une superficie de 170 kilomètres carrés, soit 17 000 hectares.
Une grande partie de l'île fait partie de Sulkava et le reste à Puumala.
L'île est entourée de grands bassins versants, à l'est se trouve Lepistönselkä, au nord-ouest se trouve Enonvesi et au sud-ouest Haapaselkä.
L'île a plus de 80 lacs et étangs dont les plus grands sont les lacs Kulkemusjärvi et Saajuu.
Les villages de l'ile faisant partie de la municipalité de Sulkava sont Kaartilankoski au nord, Karjulanmäki à l'ouest et Auvila au sud-est.
les villages de Keriniemi et Kietävälä font oartie de Puumala .
L'île compte environ 400 résidents permanents et de nombreux résidents l'été.

## Transports
L'île est relié par la route à Sulkava au nord.
Au sud de l'ile, le traversier Kietävälä traverse le détroit Kietäväsalmi jusqu'à Viljakansaari puis la kantatie 62 mène au sud-est de Puumala.

## Événements
Les parcours de la compétition d'aviron annuelle Sulkava Suursoutu font le tour de Partalansaari chaque mois juillet depuis 1968.
Les itinéraires et la durée de la course varient en fonction de la série de courses.
Les barques d'église parcourent 60 kilomètres en un jour.
La série d'aviron d'excursion, longue d'environ 70 kilomètres est parcourue en deux jours, et les concurrents passent la nuit à mi-chemin dans l'aire de repos de Varviranta.

## Galerie

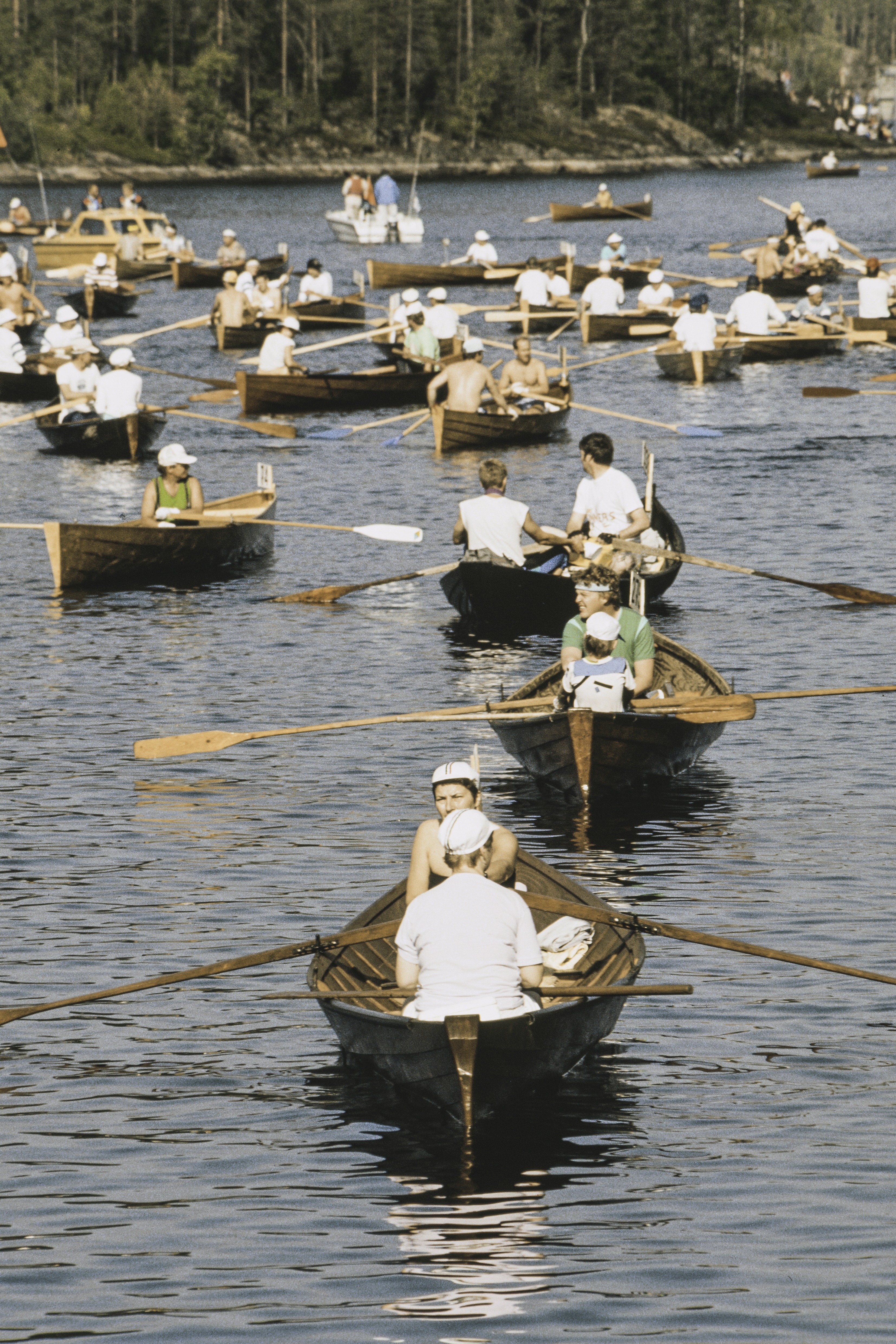
Suursoudut en 1991.
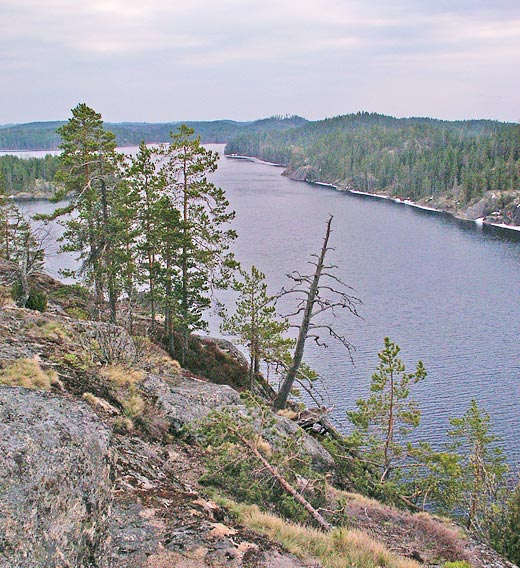
Vue de Linnavuori[4].